# 대전 격투 게임

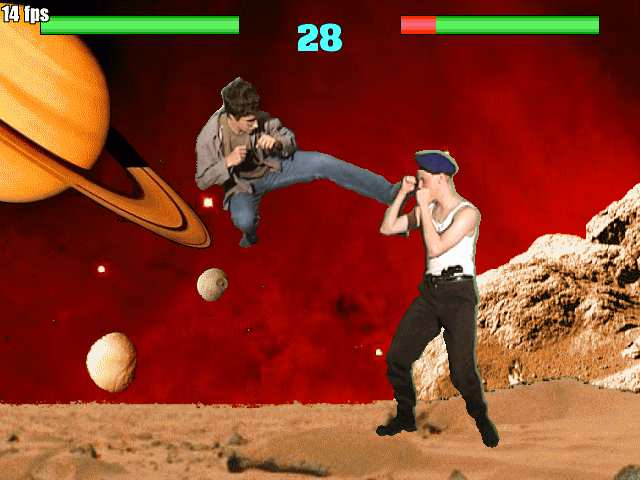
오픈모탈 13의 격투 장면

전형적인 격투 게임: 녹색 파이터는 파란색 파이터의 펀치를 막고 있다. 위에 있는 색깔 막대는 파이터들의 체력을 나타낸다.

대전 격투 게임 또는 격투 게임(fighting game) 장르는 여러 캐릭터 간의 전투를 포함하며, 주로 (반드시 그렇지는 않지만) 일대일 전투를 특징으로 한다. 격투 게임의 전투는 종종 막기, 붙잡기, 반격, 그리고 여러 공격을 연결하여 "콤보"를 만드는 등의 메커니즘을 특징으로 한다. 캐릭터들은 일반적으로 맨몸 격투를 하며, 종종 무술을 사용하지만, 일부는 무기를 포함할 수도 있다. 전투는 보통 2차원적인 평면을 따라 고정된 크기의 경기장에서 진행되며, 캐릭터는 걷거나 대시하여 수평으로, 점프하여 수직으로 평면을 이동한다. 일부 게임은 철권이나 소울블레이드처럼 3D 공간에서 제한된 이동을 허용하며, 일부는 파워 스톤이나 나루토: 얼티밋 닌자 스톰처럼 캐릭터의 이동을 제한하지 않는 완전한 3차원 환경을 배경으로 한다. 이러한 게임들은 때때로 "3D 아레나" 격투 게임으로 불리기도 한다.
격투 게임 장르는 많은 컴퓨터 제어 적들이 한 명 이상의 플레이어 캐릭터와 대결하는 진행형 격투 게임 장르와 명확하게 관련되어 있다. 주먹 싸움이 등장하는 최초의 비디오 게임은 헤비급 챔프 (1976)이지만, 가라테 챔프 (1984)는 전자오락실에서 스포츠 게임이 아닌 일대일 격투 게임 장르를 실제로 특징으로 한다. 이얼 쿵후는 그해 후반에 다양한 격투 스타일과 체력 게이지를 도입하며 출시되었고, 더 웨이 오브 더 익스플로딩 피스트 (1985)는 가정용 시스템에서 이 장르를 더욱 대중화했다. 1987년, 캡콤의 스트리트 파이터는 특수 공격을 도입했으며, 1991년, 매우 성공적인 속편 스트리트 파이터 II는 콤보를 포함하여 많은 장르 관습을 다듬고 대중화했다. 이후 격투 게임은 1990년대 초중반 비디오 게임, 특히 전자오락실에서 가장 중요한 장르가 되었다. 이 시기에는 스트리트 파이터, 모탈 컴뱃, 슈퍼 스매시브라더스, 철권과 같은 프랜차이즈를 포함하여 수십 개의 다른 인기 있는 격투 게임이 탄생했다.

## 정의
격투 게임은 두 명(일대일 격투 게임의 경우) 또는 그 이상(플랫폼 격투 게임의 경우)의 화면 속 캐릭터들이 서로 싸우는 액션 게임의 한 종류이다. 이 게임들은 일반적으로 신중하게 조절된 버튼 누름과 조이스틱 움직임의 빠른 시퀀스를 사용하여 발동되는 특수 동작을 특징으로 한다. 이 장르가 2차원(2D)에서 3차원(3D) 그래픽으로 발전했음에도 불구하고, 게임은 전통적으로 파이터를 측면 시점에서 보여준다. 스트리트 파이터 II는 최초의 격투 게임은 아니지만, 이 장르를 표준화한 것으로 간주되며, 스트리트 파이터 II 이전에 출시된 유사한 게임들은 이후 격투 게임으로 더 명확하게 분류되었다. 격투 게임은 일반적으로 맨몸 격투를 포함하지만, 많은 게임에는 근접 무기를 가진 캐릭터도 등장한다. 격투 캐릭터는 일반적으로 인간을 기반으로 하지만, 예를 들어 기동전사 건담: 배틀 어설트 시리즈와 같이 전적으로 메카 로봇 캐릭터를 기반으로 하는 게임도 있다.
이 장르는 전투를 포함하는 또 다른 액션 장르인 진행형 격투 게임과 명확하게 관련되어 있으며, 플레이어 캐릭터가 동시에 많은 적과 싸워야 한다. 진행형 격투 게임은 전통적인 격투 게임처럼 일반적으로 화면 상단에 위치한 막대 형태로 플레이어와 적의 체력을 표시한다. 그러나 진행형 격투 게임은 일반적으로 별도의 "라운드"로 전투를 나누지 않는다. 1980년대부터 1990년대까지, 출판물들은 "격투 게임"과 "진행형 격투 게임"이라는 용어를 "무술 시뮬레이션"(또는 "유도 시뮬레이터"와 같은 더 구체적인 용어) 및 "펀치-킥" 게임과 함께 혼용하여 사용했다. 격투 게임은 1990년대 말까지 비디오 게임 잡지에서 여전히 "진행형 격투 게임"이라고 불렸다. 돌이켜보면, 비평가들은 두 가지 유형의 게임이 진화하면서 점차 이분화되었지만, 두 용어가 여전히 혼동될 수 있다고 주장했다.
스포츠 기반 격투 게임은 권투, 종합격투기(MMA), 또는 레슬링을 특징으로 하는 게임이다. 진지한 권투 게임은 액션 게임 장르보다는 스포츠 게임 장르에 더 속하는데, 이는 권투 기술의 보다 현실적인 모델을 지향하는 반면, 격투 게임의 동작은 동양 무술 기술의 고도로 과장되거나 아예 환상적인 모델인 경향이 있기 때문이다. 따라서 권투 게임, 종합격투기 게임, 레슬링 게임은 격투 게임과 비교 없이 별개의 장르로 묘사되는 경우가 많으며, 스포츠 게임 장르에 더 속한다.

## 게임 디자인
격투 게임은 매우 과장된 무술 동작을 사용하여 두 명의 파이터가 서로 전투를 벌이는 것을 포함한다. 이 게임들은 일반적으로 주로 맨몸 격투 또는 격투 스포츠를 중심으로 하지만, 일부 변형에는 무기가 등장한다. 게임은 일반적으로 화면 속 파이터를 측면 시점에서 표시하며, 3D 격투 게임도 대부분 2D 동작 평면 내에서 플레이된다. 게임은 일반적으로 캐릭터가 좌우로 이동하고 점프하는 것으로 제한하지만, 아랑전설과 같은 일부 게임은 플레이어가 평행한 이동 평면 사이를 이동할 수 있도록 한다. 최근 게임은 3차원으로 렌더링되는 경향이 있어 개발자가 더 많은 애니메이션을 추가하기 쉽지만, 그렇지 않으면 2차원으로 렌더링된 게임과 유사하게 플레이된다. 2D 평면이 없는 완전 3차원 게임은 때때로 "3D 아레나" 격투 게임으로 불리기도 한다.

### 특징
이동 공간을 제한하는 것 외에도, 격투 게임은 플레이어의 행동을 공격 및 방어 기동으로 제한한다. 플레이어는 각 게임의 효과적인 공격 및 방어 조합을 배워야 한다. 막기는 기본 공격에 대한 기본적인 방어이다. 일부 게임은 더 발전된 막기 기술을 특징으로 한다. 예를 들어, 캡콤의 스트리트 파이터 III는 "패리"라고 불리는 동작을 특징으로 하는데, 이는 즉시 반격으로 이어질 수 있으며, 막았을 때의 일시적인 기절 상태를 건너뛴다. 유사한 기절 상태는 SNK의 가로우: 마크 오브 더 울브스에서 "저스트 디펜스"라고 불린다.

#### 특수 공격과 콤보
격투 게임의 핵심 특징은 기본적인 주먹질과 발차기를 넘어 특정 동작을 수행하기 위해 방향 입력과 버튼 누름의 조합을 사용하는 "특수 공격" 또는 "비밀 동작"의 사용이다. 캐릭터의 개성을 보여주는 애니메이션을 사용하는 일부 특수 동작은 도발이라고 불린다. 일본 회사 SNK가 용호의 권 (1992)에서 시작한 이러한 동작은 유머를 더하며, 다른 공격의 위력을 높이는 등 특정 게임에서 게임 플레이에 영향을 미친다. 스트리트 파이터 알파의 단 히비키처럼 특이한 도발을 하는 캐릭터도 있다.
몇 가지 공격을 연결하는 콤보는 스트리트 파이터 II (1991) 이래로 이 장르의 기본이 되었다. 대부분의 격투 게임은 콤보 진행 상황을 나타내는 "콤보 게이지"를 표시한다. 이러한 동작의 효과는 종종 실행의 어려움과 위험의 정도와 관련이 있다. 이러한 동작은 종종 어렵고, 뛰어난 기억력과 타이밍을 요구한다.

#### 카운터플레이
상대방의 움직임을 예측하고 반격하는 것은 게임 플레이의 일반적인 요소로 "카운터링"이라고 알려져 있다. 격투 게임은 낮은 공격부터 점프 공격까지 타격의 높이를 강조한다. 따라서 전략은 가위바위보와 유사하게 적대적인 움직임을 예측하는 것을 요구한다.
타격 외에도, 플레이어는 던지기나 붙잡기를 사용하여 블록을 회피할 수 있다. 대부분의 격투 게임은 두 개 이상의 버튼을 함께 누르거나, 상대방에게 직접 인접한 상태에서 펀치 또는 킥을 누르는 것으로 붙잡기 동작을 허용한다. 데드 오어 얼라이브와 같은 다른 격투 게임에는 던지기 및 테이크다운을 위한 고유한 버튼이 있다.
투사체는 주로 스트리트 파이터의 파동권처럼 2D 격투 게임에 등장한다. 투사체는 단순히 피해를 주거나 상대방을 불리한 위치로 몰아넣을 수 있다.

### 창발적 게임플레이 요소

#### 거북이 전략과 존닝
특히 2D에서 존닝은 상대방을 멀리 떨어뜨리기 위해 상대적으로 위험이 적은 공격을 사용하는 데 중점을 둔 방어적인 플레이이다. 목표는 상대방이 존닝 플레이어의 캐릭터에 접근하기 위해 상당한 위험을 감수하도록 강요하거나, 게임 내 타이머를 지연시켜 체력이 더 많은 플레이어(일반적으로 존닝을 하는 플레이어)가 승리하도록 하는 것이다. 후자의 전략의 효과는 존닝 도구의 효과뿐만 아니라 게임 내 타이머의 길이, 그리고 존닝에 대한 반격 시 성공적으로 공격을 가했을 때 캐릭터가 받을 수 있는 보상에 따라 게임마다 다르다.

#### 러시다운
거북이 전략의 반대인 러시다운은 모든 격투 게임에 걸쳐 다양한 공격적인 전략, 철학 및 플레이 스타일을 의미한다. 러시다운 플레이 스타일의 일반적인 목표는 빠르고 혼란스러운 설정으로 상대방을 압도하거나, 장시간 방어를 강요받는 참을성 없는 상대방의 약점을 이용하여 큰 실수를 유발하는 것이다. 러시다운 플레이어는 종종 스테이지 구석이나 다운에서 일어나는 상대방을 공격하는 것을 선호한다. 두 상황 모두 상대방의 선택권을 심각하게 제한하며, 종종 공격하는 플레이어가 높은 위험의 추측 시나리오를 강요할 수 있도록 한다.

#### 간격 유지와 풋시
간격 유지는 캐릭터의 공격과 이동 도구가 가장 낮은 위험과 가장 높은 보상을 제공하는 범위에 캐릭터를 배치하는 행위이다. 이 개념은 무술의 풋워크와 다소 유사하다. 플레이에 바람직한 위치는 각 플레이어가 현재 사용하는 캐릭터가 사용할 수 있는 도구에 따라 달라진다. 이로 인해 "풋시"라는 개념이 등장했으며, 종종 플레이어가 위치를 놓고 경쟁하고 어느 캐릭터도 특별한 이점을 갖지 않는 거리에서 부담이 적은 동작을 사용하는 것으로 정의된다.

#### 압박
게임, 캐릭터, 사용된 기술에 따라, 결정적인 타격을 날린 플레이어는 강력한 위치적 이점을 얻을 수 있으며, 이는 상대방 플레이어가 사용할 수 있는 유효한 기술의 수를 최소화할 정도로 강력하다. 이러한 방식으로 상대방의 제한된 선택지를 이용하는 것을 압박(pressure)이라고 한다. 일반적인 압박 형태에는 상대방이 상단 공격을 막아야 할지 하단 공격을 막아야 할지 추측하게 만들거나, 상대방을 구석에 가두고 탈출 시도를 봉쇄하는 것이 포함된다.

### 경기와 라운드
격투 게임 경기는 일반적으로 사회자의 신호와 함께 정해진 수의 라운드(일반적으로 3판 2선승제)로 구성된다. 짝수 라운드 후에 점수가 동점인 경우(일반적으로 1-1), 마지막 라운드에서 승자가 결정된다. 라운드 결정은 시간 초과로도 결정될 수 있으며, 이는 남은 체력을 기준으로 플레이어를 판단하여 승자를 선언한다. 슈퍼 스매시브라더스 시리즈에서는 규칙이 다르다. 라운드 대신, 게임은 일반적으로 각 플레이어에게 정해진 수의 생명(스톡이라고 함)을 제공하고(일반적으로 3개), 시간이 다 되었을 때 두 명 이상의 파이터 사이에 점수가 동점인 경우, 300% 데미지를 가진 상대방에게 한 번의 공격으로 "서든 데스" 경기가 진행된다.
격투 게임은 1984년 이얼 쿵후에 도입된 체력 바를 광범위하게 특징으로 하며, 캐릭터가 공격을 받으면 체력이 감소한다. 각 성공적인 공격은 캐릭터의 체력을 감소시키고, 한 파이터의 체력이 0이 될 때까지 라운드가 계속된다. 따라서 주된 목표는 상대방의 체력 바를 완전히 고갈시켜 "녹아웃"을 달성하는 것이다. 버추어 파이터와 같은 게임은 캐릭터를 경기장 밖으로 강제로 내보내서 승자에게 "링 아웃"을 부여함으로써 캐릭터를 패배시킬 수도 있다. 슈퍼 스매시브라더스 시리즈는 캐릭터가 높은 피해를 입으면 플레이어가 파이터를 무대 밖으로 날려버릴 수 있도록 하지만, 게임 플레이 목표는 체력 바를 소모하는 대신 피해 카운터를 늘리고 상대방을 무대 밖으로 날려버리는 것을 목표로 한다는 점에서 전통적인 격투 게임과 다르다.
미드웨이의 모탈 컴뱃이 1992년 출시되면서, 모탈 컴뱃 시리즈는 "페이탈리티"를 도입했는데, 이는 경기 승자가 패배한 상대에게 잔인하고 끔찍한 마무리 동작을 가하는 것이다. 사회자의 "그를 끝내라!"라는 말에 따라, 플레이어는 상대방으로부터 특정 거리에 위치하면서 특정 버튼과 조이스틱 조합을 입력하여 페이탈리티를 실행할 짧은 시간 창을 가진다. 페이탈리티와 그 파생 동작은 문화적 영향과 논란을 포함하여 모탈 컴뱃 시리즈의 가장 주목할 만한 특징이라고 할 수 있다.
격투 게임은 종종 플레이어가 여러 컴퓨터 제어 상대방을 순서대로 물리쳐야 하는 싱글 플레이어 캠페인 또는 토너먼트를 포함한다. 토너먼트에서 우승하면 종종 특별한 이야기 엔딩 컷신이 공개되며, 일부 게임은 승리 시 숨겨진 캐릭터나 특별 기능에 대한 접근 권한을 부여하기도 한다. 철권은 1994년에 각 캐릭터의 승리 장면을 위한 최초의 아케이드 풀 모션 비디오 컷신과 함께 스토리 모드의 개념을 도입했다.

### 캐릭터 선택
대부분의 격투 게임에서 플레이어는 고유한 격투 스타일, 특수 동작 및 개성을 가진 다양한 플레이 가능한 캐릭터 중에서 선택할 수 있다. 이것은 스트리트 파이터 II (1991) 출시와 함께 이 장르의 강력한 관습이 되었고, 이러한 캐릭터 선택은 더 깊은 게임 전략과 리플레이 가치를 가져왔다.
사용자 지정 캐릭터 생성, 또는 "파이터 생성"은 플레이어가 자신의 캐릭터의 외모와 동작 세트를 사용자 지정할 수 있도록 하는 일부 격투 게임의 기능이다. 슈퍼 파이어 프로 레슬링 X 프리미엄은 이러한 기능을 포함한 최초의 게임이었다.

### 멀티플레이어 모드
격투 게임은 두 명의 플레이어 대결을 지원할 수 있으며, 때로는 두 번째 플레이어가 싱글 플레이어 경기 도중 언제든지 첫 번째 플레이어에게 도전할 수 있도록 한다. 일부 게임은 네 명의 플레이어가 동시에 경쟁할 수 있도록 한다. 독특하게도 슈퍼 스매시브라더스 시리즈는 슈퍼 스매시브라더스 for Wii U부터 8인 로컬 및 온라인 멀티플레이어 경기를 허용했지만, 많은 이들은 이 시리즈가 전통적인 격투 게임 규칙 및 디자인과 다르기 때문에 플랫폼 격투 게임 하위 장르로 분류한다. 마블 vs. 캡콤 및 데드 오어 얼라이브와 같은 여러 게임은 플레이어가 "태그 팀"을 구성하여 대결을 벌이는 팀 기능을 포함했지만, 팀 동료가 캐릭터를 교체할 수 있다. 일부 격투 게임은 연속적인 상대방과의 인내력 도전 과제를 제공한다. 온라인 게임은 느린 데이터 전송으로 인해 지연을 겪을 수 있으며, 이는 순간적인 타이밍을 방해할 수 있다. 이는 롤백 넷코드와 같은 기술로 완화되며, 종종 오픈 소스 라이브러리 GGPO를 사용하여 구현되는데, 이는 가장 최근의 정확한 게임 상태로 빠르게 롤백하고 오류를 수정한 다음 현재 프레임으로 점프하여 플레이어를 동기화한다. 이러한 게임으로는 스컬걸즈와 스트리트 파이터 III: 서드 스트라이크 온라인 에디션이 있다.

## 역사

### 기원 (1970년대 초반 ~ 1980년대 초반)
초기 격투 게임들은 근본적으로 무술 영화에서 영감을 받았으며, 특히 이소룡의 홍콩 액션 영화에 많은 영향을 받았다. 이소룡이 일련의 보스와 싸우는 사망유희 (1972)와 국제 무술 토너먼트에 대한 용쟁호투 (1973)가 대표적인 영화이다. 다른 영감은 일본 무술 작품, 즉 만화 및 애니메이션 시리즈 가라테 마스터 (1971–1977)와 치바 신이치의 더 스트리트 파이터 (1974)를 포함한다.
무술 게임 이전에, 주먹 싸움을 특징으로 하는 초기 비디오 게임은 환상적인 능력과 복잡한 특수 기동을 가진 캐릭터 간의 전투를 특징으로 하는 권투 게임이었다. 세가의 흑백 권투 게임 헤비급 챔프는 1976년 아케이드용으로 출시되었으며, 주먹 싸움이 포함된 최초의 비디오 게임으로 간주되지만, 여전히 스포츠 게임으로 분류되었다. 벡터빔의 아케이드 비디오 게임 워리어 (1979)는 때때로 최초의 격투 게임 중 하나로 평가받기도 한다. 헤비급 챔프 및 대부분의 후속 게임과 달리, 워리어는 검 싸움 결투를 기반으로 하며 조감 시점을 사용한다. 세가의 시대극 테마 아케이드 액션 게임 사무라이는 1980년 3월에 출시되었으며, 사무라이 플레이어 캐릭터가 일대일 검 싸움으로 보스 사무라이와 대결하는 보스전을 특징으로 한다.
일대일 권투 게임은 1980년 7월에 출시된 액티비전의 아타리 VCS 게임 권투와 1983년에 출시된 세가의 SG-1000 게임 챔피언 복싱으로 콘솔에 등장했다. 챔피언 복싱은 스즈키 유의 세가 데뷔작이다. 닌텐도의 아케이드 게임 펀치 아웃!!은 1983년에 개발되어 1984년 2월에 출시되었으며, 캐릭터 뒤에서 시점을 제공하는 권투 게임으로, 막기 및 회피와 같은 동작과 공격을 통해 감소하거나 회복되는 체력 게이지를 특징으로 한다.

### 격투 게임 장르의 등장 (1980년대 중반 ~ 후반)
테크노스 저팬이 개발하고 데이터 이스트가 1984년 5월에 출시한 가라테 챔프는 일대일 격투 게임 장르를 확립하고 대중화한 것으로 평가받는다. 듀얼 조이스틱 컨트롤을 사용하여 다양한 동작을 수행할 수 있다. 이 게임은 이후의 격투 게임과 같이 3판 2선승제 형식을 사용하며, 보너스 스테이지가 있다. 같은 해 후반에 출시된 가라테 챔프의 플레이어 vs 플레이어 에디션은 두 플레이어가 대결할 수 있도록 허용한 최초의 격투 게임이기도 하다. 이 게임은 1984년 10월에 출시된 코나미의 이얼 쿵후에 영향을 주었다. 이 게임은 이소룡 영화에서 많은 영향을 받았으며, 주요 플레이어 캐릭터 우롱은 이소룡을 모델로 했다. 가라테 챔프의 현실적인 모습과 달리, 이얼 쿵후는 더 환상적이고 빠르게 진행되는 액션과 다양한 특수 동작 및 높은 점프를 특징으로 하여, 이후 격투 게임의 틀을 마련했다. 이얼 쿵후는 플레이어가 각각 고유한 외모와 격투 스타일을 가진 다양한 상대와 대결하는 방식으로 가라테 챔프를 확장했다. 플레이어는 또한 투사체 공격을 포함하여 최대 16가지의 다른 동작을 수행할 수 있었고, 가라테 챔프의 점수 시스템을 체력 게이지 시스템으로 대체하여 이 장르의 표준이 되었다.
니시야마 다카시가 디자인한 아이렘의 스파르탄 X는 1984년 11월에 출시되었으며, 횡스크롤 진행형 격투 게임으로, 각 레벨 끝에 격투 게임과 유사한 일대일 보스전을 특징으로 한다. 이 게임은 홍콩 무술 영화, 특히 성룡의 쾌찬차 (1984)와 이소룡의 사망유희를 기반으로 한다. 니시야마는 나중에 이 게임의 일대일 보스전을 자신의 격투 게임 스트리트 파이터의 기반으로 사용했다. 닌텐도의 권투 속편 슈퍼 펀치 아웃!!은 1984년 후반에 아케이드용으로 출시되었고, 1985년 엘리트에 의해 가정용 컴퓨터용 프랭크 브루노의 권투로 이식되었으며, 무술 요소, 상단 및 하단 가드, 웅크리기, 측면 회피, 그리고 KO 게이지를 특징으로 한다. 이 게이지는 성공적인 공격으로 채워지며, 가득 차면 특별하고 더 강력한 펀치를 날릴 수 있게 된다. 브로더번드의 가라테카는 조던 메크너가 디자인하여 1984년 말에 출시되었으며, 격투 액션에 플롯을 성공적으로 추가한 가정용 컴퓨터용 일대일 격투 게임이었다. 진행형 격투 게임인 스파르탄 X처럼 말이다.
1985년 초까지 무술 게임은 아케이드에서 인기를 얻었다. 가정용 컴퓨터에서는 1985년 1월에 이얼 쿵후의 일본어 MSX 버전이 출시되었고, 빔 소프트웨어의 더 웨이 오브 더 익스플로딩 피스트는 1985년 5월 PAL 지역용으로 출시되었다. 더 웨이 오브 더 익스플로딩 피스트는 가라테 챔프에서 많은 것을 차용했지만, 그럼에도 불구하고 비평적인 성공을 거두었고 PAL 지역 가정용 컴퓨터에서 부상하는 장르의 인기를 더욱 높여주었으며, 1985년 영국에서 가장 많이 팔린 컴퓨터 게임이 되었다. 북미에서는 데이터 이스트가 1985년 10월에 가라테 챔프를 가정용 컴퓨터로 이식하여, 1980년대 후반 가장 많이 팔린 컴퓨터 게임 중 하나가 되었다. 다른 게임 개발사들도 가라테 챔프를 모방했는데, 특히 시스템 3의 컴퓨터 게임 인터내셔널 가라테는 1985년 11월 유럽에서 출시되었다. Epyx가 1986년 4월 북미에서 이 게임을 출시한 후, 데이터 이스트는 이 게임에 대해 Epyx를 상대로 소송을 제기했지만 실패했다. 이얼 쿵후는 1986년 영국에서 가장 많이 팔린 컴퓨터 게임이 되었으며, 격투 게임으로서는 2년 연속이다. 같은 해, 마르테크의 가정용 컴퓨터 게임 우치 마타는 붙잡기 기동을 위한 새로운 컨트롤러 동작을 특징으로 했지만, 너무 어렵다고 평가받았다.
1980년대 후반에는 횡스크롤 진행형 격투 게임이 일대일 격투 게임보다 훨씬 인기를 끌었으며, 많은 아케이드 게임 개발사들은 진행형 격투 게임과 슈팅 게임 제작에 더 집중했다. 니시야마 다카시는 자신의 이전 진행형 격투 게임 스파르탄 X의 일대일 보스전을 캡콤의 격투 게임 스트리트 파이터의 틀로 사용했으며, 가라테 챔프와 이얼 쿵후의 요소를 결합했다. 스트리트 파이터는 당시 진행형 격투 게임과 슈팅 게임이 지배하던 게임 세계에서 자신만의 틈새시장을 찾았다. 이 게임의 매력 중 하나는 게임 컨트롤을 실험해야만 발견할 수 있는 특수 동작의 사용이었는데, 이는 신비감을 조성하고 플레이어가 게임을 연습하도록 유도했다. 스트리트 파이터의 선례를 따라, 명령 기반의 숨겨진 동작 사용은 부상하는 격투 게임 장르의 다른 게임에도 퍼지기 시작했다. 스트리트 파이터는 또한 막기 기술과 도전자가 언제든지 게임에 뛰어들어 플레이어와 대결을 시작할 수 있는 능력과 같은 다른 장르의 기본 요소를 도입했다. 이 게임은 또한 공격의 강도를 결정하는 압력 감지 컨트롤을 도입했지만, 아케이드 캐비닛을 손상시키는 문제로 인해 캡콤은 곧 이를 라이트, 미디엄, 하드 펀치와 킥을 제공하는 6버튼 컨트롤 방식으로 교체했으며, 이는 장르의 또 다른 기본 요소가 되었다.
1988년, 홈 데이터는 최초로 디지털화된 스프라이트와 모션 캡처 애니메이션을 사용한 격투 게임인 영계도사: 차이니즈 엑소시스트(Last Apostle Puppet Show로도 알려짐)를 출시했다. 한편, 가정용 게임 콘솔은 이 장르를 대부분 외면했다. 부도칸: 더 마샬 스피릿은 메가 드라이브용으로 몇 안 되는 출시작 중 하나였지만, 다른 장르의 게임만큼 인기를 얻지 못했다. 기술적 문제로 인해 초기 격투 게임의 인기는 제한적이었다. 프로그래머들은 조이스틱의 빠른 움직임을 인식할 수 있는 게임을 만드는 데 어려움을 겪었고, 따라서 플레이어는 특수 동작을 정확하게 실행하는 데 어려움을 겪었다.

### 주류 성공 (1990년대 초반)
1991년 스트리트 파이터 II의 출시는 격투 게임 장르에 혁명적인 순간으로 평가받는다. 오카모토 요시키 팀은 지금까지 이 장르에서 가장 정확한 조이스틱 및 버튼 스캔 서브루틴을 개발했다. 이를 통해 플레이어는 이전에 운에 의존해야 했던 멀티 버튼 특수 동작을 안정적으로 실행할 수 있게 되었다. 그래픽은 캡콤의 CPS 아케이드 칩셋을 활용하여 매우 상세한 캐릭터와 스테이지를 구현했다. 이전 게임들이 플레이어가 다양한 컴퓨터 제어 파이터와 싸울 수 있도록 허용한 반면, 스트리트 파이터 II는 플레이어가 서로 대결할 수 있도록 했다. 스트리트 파이터 II의 인기는 아케이드 업주들이 수요를 맞추기 위해 더 많은 기계를 구매하면서 게임 산업을 놀라게 했다. 스트리트 파이터 II는 또한 콤보 메커니즘을 대중화하는 데 기여했는데, 숙련된 플레이어들이 타이밍을 정확히 맞추면 상대방이 회복할 시간을 주지 않는 여러 공격을 조합할 수 있다는 것을 알게 되면서 시작되었다. 이 게임의 성공으로 격투 게임은 1990년대 초 아케이드 게임 산업에서 지배적인 장르가 되었으며, 이는 아케이드 게임 산업의 부활로 이어졌다. 스트리트 파이터 II의 인기는 가정용 게임 콘솔로도 출시되었고 격투 게임의 표준이 되었다.
SNK는 1991년 스트리트 파이터 II 직후 아랑전설을 출시했다. 이 게임은 오리지널 스트리트 파이터의 제작자인 니시야마 다카시가 설계했으며, 정신적 후속작으로 구상되었다. 아랑전설은 스토리텔링과 특수 동작의 타이밍에 더 중점을 두었으며, 캐릭터가 전경이나 배경으로 이동할 수 있는 2단계 시스템을 추가했다. 한편, 세가는 캐릭터가 모든 방향으로 이동할 수 있는 초기 3D 격투 게임인 다크 엣지를 실험했다. 그러나 세가는 "제한 없는" 3D 격투 게임이 재미 없다고 판단하여 이 게임을 일본 외에는 출시하지 않았다. 세가는 또한 1992년 홀로시움으로 장르에 홀로그램 3D 기술을 도입하려고 시도했지만 성공하지 못했다. SNK의 용호의 권과 사무라이 쇼다운, 그리고 세가의 이터널 챔피언스를 포함하여 여러 격투 게임이 상업적 성공을 거두었다. 그럼에도 불구하고, 스트리트 파이터 II는 여전히 가장 인기가 많았으며, 게임 밸런스를 개선하고 이전 버전에서 선택할 수 없었던 보스 캐릭터를 플레이어가 사용할 수 있도록 허용한 챔피언 에디션을 탄생시켰다.
시카고의 미드웨이 게임스는 1992년에 모탈 컴뱃을 출시하면서 전례 없는 명성을 얻었다. 이 게임은 실제 배우들을 기반으로 한 디지털 캐릭터, 수많은 비밀, 그리고 플레이어 캐릭터가 상대방을 죽이는 "페이탈리티" 마무리 동작을 특징으로 했다. 이 게임은 과도한 폭력으로 명성을 얻었으며, 가정용 게임 콘솔용으로 이식되었다. 모탈 컴뱃의 가정용 버전은 1993년 9월 13일에 출시되었으며, 이 날은 "모탈 먼데이"로 홍보되었다. 광고는 게임 구매를 위한 긴 줄과 게임의 폭력에 대한 정치인들의 반발을 초래했다. 모탈 컴뱃 프랜차이즈는 여러 속편과 영화, 텔레비전 시리즈, 광범위한 상품화로 스트리트 파이터와 유사한 상징적인 지위를 얻게 될 것이다. 수많은 다른 게임 개발사들이 레어 소프트웨어의 킬러 인스팅트를 포함하여 유사한 게임으로 스트리트 파이터 II와 모탈 컴뱃의 재정적 성공을 모방하려고 노력했다. 킬러 인스팅트는 전례 없이 상세한 사전 렌더링된 3D 그래픽과 콤보의 핵심 개념을 크게 개선하여, 당시 대부분의 다른 게임보다 훨씬 빠른 게임 플레이, 특정 콤보 브레이커 동작, 그리고 20히트 이상의 연계 마무리 동작인 "울트라"를 특징으로 했다. 그 시기의 많은 게임은 인기 있는 게임의 저예산 클론이었으며, 일부 경우에는 논란을 불러일으켰다. 1994년, 캡콤 USA는 1993년 아케이드 게임 파이터즈 히스토리가 스트리트 파이터 2를 표절했다고 주장하며 데이터 이스트를 상대로 소송을 제기했지만 실패했다. 법정에서 데이터 이스트의 가장 큰 반박은 1984년 아케이드 게임 가라테 챔프가 경쟁 격투 게임 장르의 진정한 원조이며, 이는 오리지널 스트리트 파이터보다 3년 앞선다는 것이었지만, 캡콤에 불리하게 판결이 난 이유는 복사된 요소가 시네마 패러디에 해당하여 저작권이 배제되었기 때문이다.

### 3D 격투 게임의 등장 (1990년대 중반 ~ 후반)
세가 AM2는 1993년 아케이드 게임 버닝 라이벌로 이 장르에 데뷔했지만, 같은 해 같은 플랫폼으로 출시된 버추어 파이터로 명성을 얻었다. 이 게임은 3D 폴리곤 그래픽과 액션에 따라 확대 및 회전하는 시점을 갖춘 최초의 격투 게임이다. 그래픽에도 불구하고, 플레이어는 다른 격투 게임에서 볼 수 있듯이 앞뒤로 움직이는 것에 제한되었다. 세 개의 버튼만으로 스트리트 파이터나 모탈 컴뱃보다 배우기 쉬웠는데, 이 게임들은 각각 6개와 5개의 버튼을 가지고 있다. 이 게임이 일본에서 세가 새턴용으로 출시되었을 때, 게임과 시스템은 거의 일대일 비율로 판매되었다. 1994년, 남코는 철권을 출시했는데, 이는 혁명적인 초당 60프레임으로 최첨단 3D 폴리곤 기술을 도입한 라이벌 아케이드 게임이다.
1995년 플레이스테이션 게임 배틀 아레나 토신덴은 사이드 스텝 기동을 도입하여 장르를 "진정한 3D"로 이끌었다는 평가를 받았다. IGN은 이를 "작은 움직임 하나가 파이터를 영원히 바꿨다"고 묘사했다. 그러나 게임의 "사이드 스텝"은 실제 사이드 스텝 대신 어깨 구르기로 구성되었다. 그해, 남코는 철권 2를 출시했는데, 이는 아케이드 게임과 국제 격투 게임 커뮤니티에 처음 출시된 실제 사이드 스텝 또는 "미스트 스텝"을 도입했다. 이 동작은 주인공인 아케이드 모드의 최종 보스인 미시마 카즈야가 일반 인간 상태일 때만 사용할 수 있다. 미스트 스텝은 또한 "크라우치 대시" 형태로 콤보를 수행할 수 있게 했는데, 일반적인 달리기는 쉬운 콤보를 실행하는 것을 방해했기 때문에 미시마 플레이어가 웅크린 상태로 상대에게 달려갈 수 있도록 했다. 폴리곤 파이터들이 유행하면서 많은 개발사들이 이를 제작하기 시작했다. 1995년에는 플레이스테이션용 제로 디바이드, PC용 FX 파이터, 콘솔용 크리티컴, 세가의 아케이드 게임 파이팅 바이퍼즈 등 완전히 새로운 타이틀들이 출시되었다. 이 외에도 철권 2, 업데이트된 배틀 아레나 토신덴 2, 그리고 철권과 버추어 파이터 2의 콘솔 이식작들이 있었다. 1996년에는 주요 개발사와 소규모 개발사 모두에서 수많은 새로운 주요 폴리곤 게임들이 출시되었다. 1996년 아케이드 게임 데드 오어 얼라이브는 스테이지 내의 "위험 구역"이라는 상호 작용 기능을 제공했는데, 이는 스테이지 중앙 외부에 있는 환경 위험 요소로, 상대방이 이곳으로 밀쳐지면 추가 피해를 입고 위치가 위험해지며 공격자에게 이점을 제공한다. 상대방이 체력이 매우 낮은 상태로 위험 구역으로 밀쳐지면, 일반 공격보다 위험 구역으로 인해 KO될 가능성이 더 높다. 1996년의 다른 주요 출시작으로는 버추어 파이터 3, 소울 엣지, 라스트 브롱크스 (일본에서), 그리고 철권 2의 가정용 이식작이 있으며, 3D가 장르의 미래임을 확고히 했다.
1994년 SNK는 아케이드용 더 킹 오브 파이터즈 '94를 출시했는데, 플레이어는 3명의 캐릭터로 이루어진 팀을 선택하여 한 명씩 제거한다. 결국 캡콤은 슈퍼 스트리트 파이터 II와 슈퍼 스트리트 파이터 II 터보를 포함하여 스트리트 파이터 II에 대한 추가 업데이트를 출시했다. 이 게임들은 더 많은 캐릭터와 새로운 동작을 특징으로 하는데, 일부는 새로운 기능을 추가하기 위해 오리지널 스트리트 파이터 II 게임의 해커에 대한 응답이었다. 그러나 플레이어들이 진정한 속편을 요구하면서 이러한 업데이트에 대한 비판이 커졌다. 1995년까지 지배적인 프랜차이즈는 미국에서는 모탈 컴뱃 시리즈, 일본에서는 버추어 파이터 시리즈였으며, 스트리트 파이터 알파는 스트리트 파이터 II의 인기를 따라잡지 못했다. 이 시기 내내 격투 게임은 경쟁 비디오 게임에서 지배적인 장르였으며, 애호가들은 인간 상대방을 찾기 위해 아케이드를 즐겨 찾았다. 이 장르는 가정용 콘솔에서도 매우 인기가 많았다. 1996년 초, 게임프로(주로 가정용 콘솔 및 휴대용 게임에 중점을 둔 잡지)는 지난 몇 년간 독자 설문 조사에서 5명 중 4명이 격투 게임을 가장 좋아하는 장르로 일관되게 꼽았다고 보도했다.
1990년대 후반, 전통적인 2D 격투 게임은 인기가 감소하기 시작했고, 특정 프랜차이즈는 3D 격투 게임으로 인해 어려움을 겪었다. 스트리트 파이터 EX가 시리즈에 3D 그래픽을 도입했지만, 스트리트 파이터: 더 무비는 아케이드에서 실패했다. 플레이스테이션과 세가 새턴용으로 스트리트 파이터: 더 무비라는 가정용 비디오 게임도 출시되었지만, 이는 이식작이 아니라 동일한 전제를 기반으로 별도로 제작된 게임이다. 캡콤은 1997년에 개선된 2D 비주얼을 특징으로 하는 스트리트 파이터 III를 출시했지만, 이전 게임들의 영향력을 따라잡지 못했다. 아케이드에서는 버추어 파이터 3에 대한 일본의 흥분이 일어났고, 세가는 결국 이 게임을 드림캐스트 콘솔로 이식했다. 한편, SNK는 네오지오 플랫폼으로 여러 격투 게임을 출시했는데, 1994년 사무라이 쇼다운 II, 1995년 리얼 바웃 아랑전설, 1997년 월화의 검사, 그리고 더 킹 오브 파이터즈 프랜차이즈의 연간 업데이트를 포함한다. 1999년의 가로우: 마크 오브 더 울브스 (아랑전설 시리즈의 일부)는 SNK의 마지막 위대한 게임 중 하나로 평가받았으며, 회사는 2001년 말에 문을 닫을 것이라고 발표했다. 일렉트로닉 게이밍 먼슬리(Electronic Gaming Monthly)는 1996년에 미국 게이머들이 현재 세대 격투 게임에 거의 1억 5천만 달러를 지출했고, 일본에서는 격투 게임이 비디오 게임 판매의 80% 이상을 차지했다고 보도했다.
격투 게임 장르는 계속해서 진화했으며, 1990년대 후반에는 몇 가지 강력한 3D 격투 게임이 등장했다. 남코의 철권 (1994년 아케이드 및 1995년 플레이스테이션 출시)은 플레이스테이션의 초기 성공에 결정적인 역할을 했으며, 그 속편들도 이 콘솔의 가장 중요한 게임 중 일부가 되었다. 무기 기반 격투 게임인 소울 시리즈도 1995년 소울 엣지 (일본 외에서는 소울 블레이드로 알려짐)부터 2018년 소울칼리버 VI까지 상당한 비평적 성공을 거두었다. 테크모는 1996년 아케이드에 데드 오어 얼라이브를 출시했으며, 1997년에는 세가 새턴으로, 1998년에는 플레이스테이션으로 이식했다. 이 게임은 빠른 제어 시스템, 혁신적인 반격, 그리고 상호 작용 환경으로 유명한 오랜 프랜차이즈를 탄생시켰다. 이 시리즈는 엑스박스용 데드 오어 얼라이브 3와 엑스박스 360용 데드 오어 얼라이브 4와 같이 각 콘솔의 성공에 중요한 게임들을 다시 포함했다. 1998년, 스퀘어에서 퍼블리싱한 부시도 블레이드는 혁신적인 신체 손상 시스템을 특징으로 하는 현실적인 격투 엔진을 도입했다. 이 시스템에서는 시간 제한과 체력 바를 없애고, 특정 신체 부위에 대한 검 공격이 사지를 절단하거나 목을 베는 등 즉각적인 결과를 초래할 수 있다.
비디오 게임 애호가들은 특정 게임에 여러 프랜차이즈의 캐릭터가 등장하는 가상 크로스오버에 관심을 가졌다. 이러한 유형의 격투 게임의 초기 예시는 1996년 아케이드에서 출시된 엑스맨 vs. 스트리트 파이터 (이후 마블 vs. 캡콤 시리즈가 됨)로, 만화책 슈퍼히어로와 다른 캡콤 게임의 캐릭터들이 등장한다. 1999년, 닌텐도는 슈퍼 스매시브라더스 시리즈의 첫 번째 게임을 출시했는데, 이는 피카츄 대 마리오와 같은 다양한 프랜차이즈의 대결을 허용했다.

### 쇠퇴 (2000년대 초반)
2000년대 초반, 격투 장르의 붐은 침체로 바뀌었다. 돌이켜보면, 여러 개발사들은 그 쇠퇴를 점점 더 복잡해지고 전문화되는 경향과 과포화와 같은 다른 요인에 기인한다고 본다. 이러한 복잡성은 캐주얼 플레이어를 배제시켰고, 격투 게임 시장은 더 작고 전문화되었다. 심지어 1997년에 이미 많은 업계 관계자들은 격투 게임 시장의 신규 진입 장벽이 높아지면서 장르의 지배가 끝나고 있다고 말했다. 더욱이, 아케이드는 1990년대 후반부터 2000년대 초반까지 가정용 콘솔의 기술력 증가와 인기로 인해 점차 수익성이 떨어졌다. 2000년대 초중반은 일부에서는 격투 게임의 "암흑기"로 간주된다.
2D 격투 게임의 가장 많은 개발사인 캡콤과 SNK는 지적 재산권을 결합하여 SNK vs. 캡콤 게임을 제작했다. SNK는 1999년 말 네오지오 포켓 컬러 휴대용 게임기로 이 유형의 첫 번째 게임인 정상결전 최강 파이터즈 SNK vs. 캡콤을 출시했다. 게임스팟은 이 게임을 "아마도 가장 기대되는 격투 게임"이자 휴대용 콘솔용으로 출시된 최고의 격투 게임이라고 평가했다. 캡콤은 2000년에 아케이드와 드림캐스트용으로 캡콤 vs. SNK: 밀레니엄 파이트 2000을 출시했으며, 이후 몇 년 동안 속편을 출시했다. 휴대용 버전만큼 비평적 성공을 거두지는 못했지만, 캡콤 vs. SNK 2 EO는 이 장르에서 최초로 성공적으로 인터넷 경쟁을 활용한 게임으로 주목받았다. 2008년의 다른 크로스오버에는 타츠노코 vs. 캡콤과 모탈 컴뱃 vs. DC 유니버스가 포함된다. 그러나 가장 성공적인 크로스오버는 Wii용 대난투 스매시브라더스 X였다. 닌텐도 및 타사 프랜차이즈의 40개 캐릭터를 특징으로 하는 이 게임은 비평가들의 찬사를 받으면서도 상업적으로도 큰 성공을 거두었다.
새로운 천년에 접어들면서 격투 게임은 1990년대 중반보다 인기가 떨어지고 수가 줄었으며, 멀티플레이어 경쟁은 다른 장르로 이동했다. 그러나 SNK는 2003년에 SNK 플레이모어로 다시 등장하여 게임을 계속 출시했다. 아크 시스템 웍스는 2001년에 길티 기어 X를, 그리고 그 속편인 길티 기어 XX를 출시하여 비평적 찬사를 받았는데, 둘 다 인상적인 애니메이션에서 영감을 받은 그래픽을 특징으로 하는 2D 격투 게임이었다. 격투 게임은 일본의 아마추어 및 동인 개발자들에게 인기 있는 장르가 되었다. 2002년 타이틀인 멜티 블러드는 당시 아마추어 개발사인 프렌치 브레드에 의해 개발되었으며 PC에서 컬트적인 성공을 거두었다. 2005년 출시 이후 아케이드에서 매우 인기를 얻었으며, 다음 해에 플레이스테이션 2용 버전이 출시되었다. 1990년대 후반과 2000년대 초반에는 온라인 게임이 부상했다. 2004년, 퍼즐 컴뱃, 데드 오어 얼라이브 얼티밋, 그리고 엑스박스 버전의 스트리트 파이터 애니버서리 컬렉션은 최초로 온라인 멀티플레이어를 제공한 격투 게임이 되었고 비평가들로부터 긍정적인 평가를 받았다. 비록 이 장르가 한때보다 전반적으로 인기가 훨씬 떨어졌지만, 아케이드와 그에 따른 격투 게임은 이 시기 동안 일본에서 여전히 상당한 인기를 유지했으며, 오늘날까지도 그러하다. 버추어 파이터 5는 온라인 모드가 없었지만, 가정용 콘솔과 아케이드 모두에서 성공을 거두었다. 플레이어들은 집에서 연습하고 아케이드로 가서 상대방과 직접 대결했다. 버추어 파이터 외에도 철권, 소울, 데드 오어 얼라이브 프랜차이즈는 계속해서 새로운 게임을 출시했다. 클래식 스트리트 파이터와 모탈 컴뱃 게임은 플레이스테이션 네트워크와 엑스박스 라이브 아케이드에 재출시되어 인터넷 플레이를 허용했으며, 일부 경우에는 HD 그래픽을 제공했다.
이 10년 초반에는 E스포츠라는 용어로 불리는 경쟁 비디오 게임이 부상했다. E스포츠의 부상은 투극 – 슈퍼 배틀 오페라와 에볼루션 챔피언십 시리즈와 같은 주요 국제 격투 게임 토너먼트의 부상과 우메하라 다이고와 같은 유명 선수들의 등장을 가져왔다. 당시 중요한 격투 게임은 1999년에 처음 출시된 스트리트 파이터 III: 서드 스트라이크였다. 이 게임은 "에보 모먼트 #37"로도 알려진 "다이고 패리"로 상당한 주목을 받았다. 이는 2004년 에볼루션 챔피언십 시리즈 2004 (Evo 2004)에서 우메하라 다이고와 저스틴 웡 사이에 열린 서드 스트라이크 준결승전의 한 부분을 지칭한다. 이 경기에서 우메하라는 자신의 체력 바에 한 픽셀만 남은 상태에서 춘리를 사용하여 웡의 "슈퍼 아트" 동작 15히트를 연속으로 패리하여 예상치 못한 컴백을 이뤄냈다. 우메하라는 이후 경기를 이겼다. "에보 모먼트 #37"은 베이브 루스 호출된 샷과 빙판 위의 기적과 같은 스포츠 순간과 비교되며 경쟁 비디오 게임 역사상 가장 상징적이고 기억에 남는 순간으로 자주 묘사된다. 이는 많은 사람들이 서드 스트라이크를 플레이하도록 영감을 주었으며, 커뮤니티가 침체 상태에 있던 시기에 격투 게임 커뮤니티 (FGC)에 새로운 활력을 불어넣었다. 격투 게임은 또한 다양한 게임 장르의 E스포츠 장면에 등장했는데, 데드 오어 얼라이브 3는 2004년 엑스박스 챔피언십에 포함된 격투 게임이 되었고, 데드 오어 얼라이브 얼티밋은 2005년 월드 사이버 게임즈 (WCG)에 포함된 최초의 격투 게임이 되었다. 데드 오어 얼라이브 4의 경쟁 장면은 2007년과 2008년에 E스포츠 리그인 챔피언십 게이밍 시리즈 (CGS)에 포함된 유일한 격투 게임으로 텔레비전으로 방영된 최초의 경쟁 E스포츠 격투 게임 장면이 되었다. 이 리그는 다이렉TV와 BSkyB, STAR TV와 협력하여 운영되고 완전히 방송되었다. 데드 오어 얼라이브는 코에이 테크모 직원이 된 프로게이머 엠마누엘 로드리게스, 그리고 최고 연봉 여성 프로게이머인 캣 건과 바네사 아르테아가의 경력을 시작시킨 공로를 인정받았다.

### 부활 (2000년대 후반 ~ 현재)

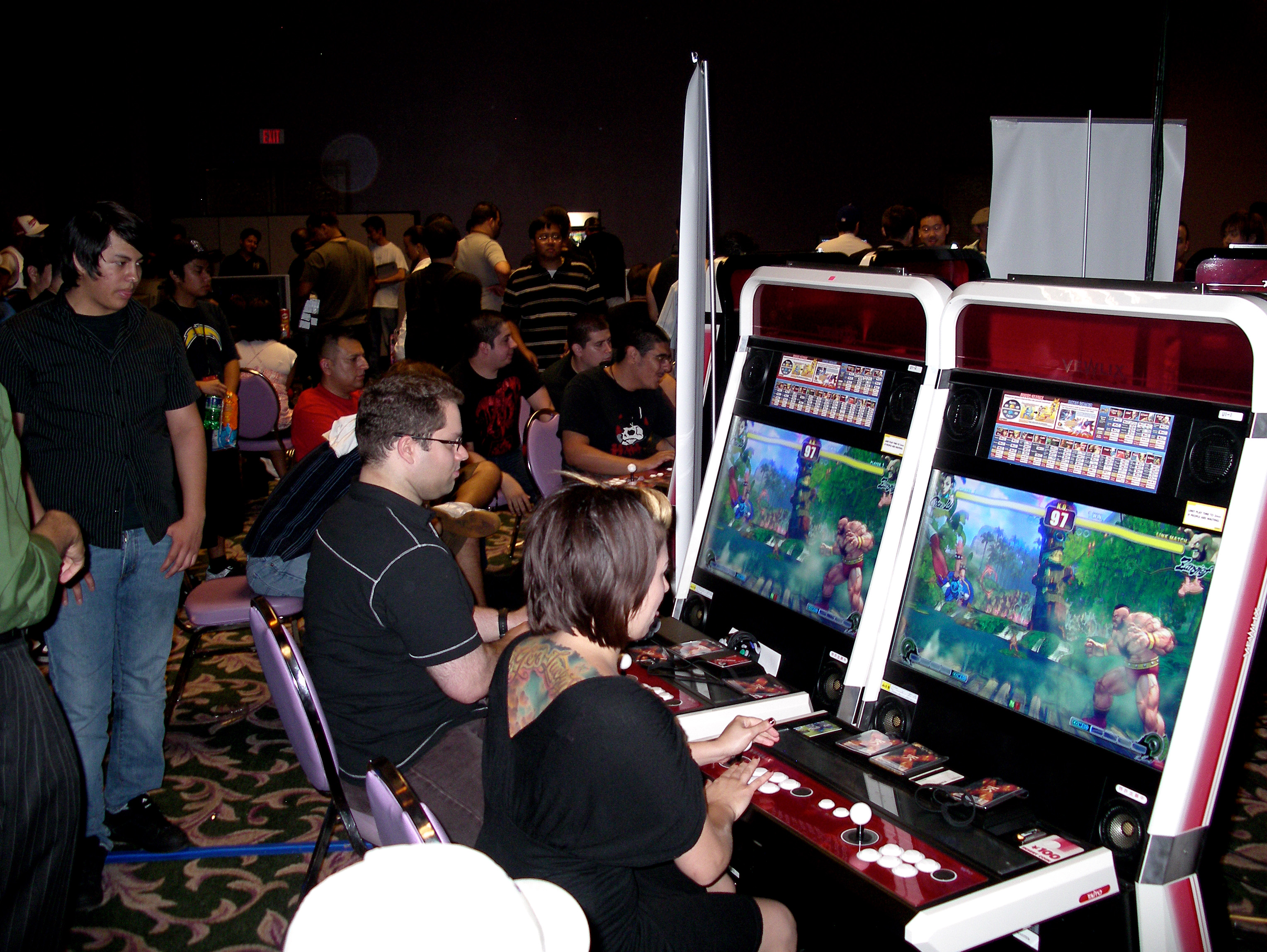
에보 2009에서의 스트리트 파이터 IV 행사

2000년대 후반에는 격투 게임 인기의 또 다른 급증을 일으킨 여러 게임이 등장했다. 대난투 스매시브라더스 X는 2008년 3월 초에 보편적인 찬사를 받으며 출시되었고, 한때 분당 120개씩 판매되는 등 새로운 판매 기록을 세웠다. 또 다른 게임은 1999년 스트리트 파이터 III: 서드 스트라이크 이후 시리즈의 첫 메인 라인 타이틀인 스트리트 파이터 IV였는데, 2009년 초에 비평적 찬사를 받으며 출시되었으며, 2008년 7월 일본 아케이드 데뷔 이후 찬사를 받았다. 스트리트 파이터 IV의 콘솔 버전과 업데이트된 슈퍼 스트리트 파이터 IV는 다음 몇 년 동안 600만 장 이상 판매되었다. 이 두 게임을 포함한 다른 게임들의 성공은 장르의 부흥을 일으켜, 새로운 플레이어를 장르에 유입시키고 관객 증가로 인해 다른 격투 게임 프랜차이즈가 성공적인 부활을 이루고 토너먼트 참여가 증가했다. 철권 6은 이전 버전의 인기를 바탕으로 개발되었으며, 출시 1년 후인 2010년 8월까지 전 세계적으로 300만 장 이상 판매되는 등 여전히 긍정적인 평가를 받았다. 이후 모탈 컴뱃, 마블 vs. 캡콤 3, 더 킹 오브 파이터즈 XIII, 데드 오어 얼라이브 5, 철권 태그 토너먼트 2, 소울칼리버 V, 그리고 길티 기어 Xrd를 포함한 다른 성공적인 게임들이 출시되었다. 비평가들의 찬사를 받은 버추어 파이터 5는 2007년에 거의 아무런 찬사도 받지 못했지만, 장르에 대한 새로운 관심으로 인해 업데이트 버전인 버추어 파이터 5: 파이널 쇼다운은 훨씬 더 많은 주목을 받았다.
수많은 인디 격투 게임도 킥스타터 및 인디고고와 같은 웹사이트에서 크라우드펀딩되었다. 가장 주목할 만한 성공은 2012년 태그 팀 격투 게임인 스컬걸즈이다. 나중에 2019년, 유비소프트는 무료 플레이 플랫폼 격투 게임인 브롤할라가 2천만 명의 플레이어를 달성했으며, 2022년에는 8천만 명으로 늘어났다고 보고했다.
2018년, 닌텐도 스위치용 슈퍼 스매시브라더스 얼티밋이 출시되었다. 이 게임은 역대 가장 많이 팔린 격투 게임이 되었고, Wii 전작인 대난투 스매시브라더스 X를 능가했으며, 기본 모드와 DLC를 통해 거의 90명의 캐릭터를 도입했다. 전 세계적으로 3,422만 장이 판매되었다. 2020년대 중반에 이르러, 스트리트 파이터 6의 즉각적인 성공과 함께 모탈 컴뱃 1과 철권 8의 등장이 이 장르의 또 다른 부흥을 가져왔다. 스트리트 파이터 6은 출시 5일 만에 100만 장 이상 판매되었고, 2024년 1월까지 300만 장 이상 판매되었다. 모탈 컴뱃 1은 출시 첫 두 달 만에 200만 장 이상 판매되었고, 2024년 1월까지 300만 장 이상 판매되었다. 2024년 1월에 출시된 최신 게임인 철권 8은 출시 첫 달에만 200만 장 이상 판매되었다. 따라서 2020년대는 격투 게임의 새로운 황금기로 불리는 현저한 부흥을 이루었다.

## 재정적 성과

### 최고 수익 프랜차이즈
다음은 아케이드 게임, 콘솔 게임, 컴퓨터 게임을 포함한 총 수익 기준으로 최고 수익을 올린 격투 게임 프랜차이즈이다.
| 순위 | 프랜차이즈      | 데뷔 | 제작자                          | 소유자                                | 총 수익                        | 하위 장르 | 기준 시점 | Ref             |
| ---- | --------------- | ---- | ------------------------------- | ------------------------------------- | ------------------------------ | --------- | --------- | --------------- |
| 1    | 스트리트 파이터 | 1987 | 니시야마 다카시 히로시 마츠모토 | 캡콤                                  | $106억                         | 2D (전통) | 2020      | [ 182 ]         |
| 2    | 모탈 컴뱃       | 1992 | 에드 분 존 토비아스             | 워너 브라더스 인터랙티브 엔터테인먼트 | $틀:Num f억 (기타 미디어 포함) | 2D (전통) | 2006      | [ 183 ] [ 184 ] |

### 베스트셀러 프랜차이즈

#### 아케이드
다음은 최소 10,000개의 아케이드 유닛을 판매한 베스트셀러 격투 아케이드 비디오 게임 프랜차이즈이다. 격투 게임 아케이드 유닛의 가격은 1992년 스트리트 파이터 II 대시 (챔피언 에디션)의 $US$1300부터 1993년 버추어 파이터의 $US$14,000까지 다양했다. 유닛 판매 외에도 아케이드 게임은 일반적으로 대부분의 총 수익을 코인 드롭 수익에서 얻었는데, 대부분의 게임에 대한 코인 드롭 수익은 알려져 있지 않다. 유닛 판매 및 코인 드롭 수익을 포함한 아케이드 수익 수치는 알려진 경우에 한해 나열된다.
| 순위 | 제목                             | 출시 | 개발사          | 제조사          | 아케이드 유닛 판매량 | 총 수익     | 인플레이션 조정 수익 | 하위 장르 | Ref            |
| ---- | -------------------------------- | ---- | --------------- | --------------- | -------------------- | ----------- | -------------------- | --------- | -------------- |
| 1    | 스트리트 파이터 II               | 1991 | 캡콤            | 캡콤            | 221,000+             | $US$53.1억+ | $US$ 10.1억          | 2D (전통) | [ a ]          |
| 2    | 버추어 파이터                    | 1993 | 세가 AM2        | 세가            | 40,000+              | 알 수 없음  | 알 수 없음           | 3D (전통) | [ 187 ]        |
| 2    | 버추어 파이터 2                  | 1994 | 세가 AM2        | 세가            | 40,000+              | 알 수 없음  | 알 수 없음           | 3D (전통) | [ 188 ]        |
| 4    | 철권 2                           | 1996 | 남코            | 남코            | 40,000               | 알 수 없음  | 알 수 없음           | 3D (전통) | [ 189 ]        |
| 5    | 철권 3                           | 1997 | 남코            | 남코            | 35,000               | 알 수 없음  | 알 수 없음           | 3D (전통) | [ 190 ]        |
| 6    | 가라테 챔프                      | 1984 | 테크노스 저팬   | 데이터 이스트   | 30,000+              | 알 수 없음  | 알 수 없음           | 2D (전통) | [ 191 ]        |
| 7    | 버추어 파이터 3                  | 1996 | 세가 AM2        | 세가            | 30,000               | 알 수 없음  | 알 수 없음           | 3D (전통) | [ 190 ]        |
| 8    | 스트리트 파이터                  | 1987 | 캡콤            | 캡콤            | 10,000–50,000        | 알 수 없음  | 알 수 없음           | 2D (전통) | [ 68 ]         |
| 9    | 모탈 컴뱃 II                     | 1993 | 미드웨이 게임스 | 미드웨이 게임스 | 27,000               | $US$6억     | $US$ 1.07억          | 2D (전통) | [ 192 ] [ 95 ] |
| 10   | 모탈 컴뱃                        | 1992 | 미드웨이 게임스 | 미드웨이 게임스 | 24,000               | $US$5.7억   | $US$ 1.05억          | 2D (전통) | [ 192 ]        |
| 10   | 다크스토커즈: 더 나이트 워리어즈 | 1994 | 캡콤            | 캡콤            | 24,000               | 알 수 없음  | 알 수 없음           | 2D (전통) | [ 193 ]        |

#### 홈
다음 게임들은 게임 콘솔과 개인용 컴퓨터용으로 판매된 소프트웨어 유닛을 기준으로 베스트셀러 격투 게임 톱 10이다.
| 순위 | 제목                           | 출시 | 개발사             | 퍼블리셔      | 플랫폼      | 소프트웨어 판매량 | 하위 장르 | Ref             |
| ---- | ------------------------------ | ---- | ------------------ | ------------- | ----------- | ----------------- | --------- | --------------- |
| 1    | 슈퍼 스매시브라더스 얼티밋     | 2018 | 반다이 남코 & 소라 | 닌텐도        | 스위치      | 3,624만           | 2D        | [ 194 ]         |
| 2    | 스트리트 파이터 II             | 1992 | 캡콤               | 캡콤          | 멀티 플랫폼 | 1,550만           | 2D        | [ 195 ]         |
| 3    | 슈퍼 스매시브라더스 4          | 2014 | 반다이 남코 & 소라 | 닌텐도        | 3DS & Wii U | 1,502만           | 2D        | [ 196 ] [ 197 ] |
| 4    | 모탈 컴뱃 11                   | 2019 | 네더렐름 스튜디오  | 워너 브라더스 | 멀티 플랫폼 | 1,500만           | 2D        | [ 198 ]         |
| 5    | 대난투 스매시브라더스 X        | 2008 | 소라               | 닌텐도        | Wii         | 1,332만           | 2D        | [ 199 ]         |
| 6    | 철권 7                         | 2017 | 반다이 남코        | 반다이 남코   | 멀티 플랫폼 | 1,200만           | 3D        | [ 200 ]         |
| 7    | 나루토 질풍전: 나루티밋 스톰 4 | 2016 | 사이버커넥트2      | 반다이 남코   | 멀티 플랫폼 | 1,190만           | 아레나    | [ 201 ]         |
| 8    | 모탈 컴뱃 X                    | 2015 | 네더렐름 스튜디오  | 워너 브라더스 | 멀티 플랫폼 | 1,100만           | 2D        | [ 202 ]         |
| 9    | 드래곤볼 파이터즈              | 2018 | 아크 시스템 웍스   | 반다이 남코   | 멀티 플랫폼 | 1,000만           | 2D        | [ 203 ]         |
| 9    | 드래곤볼 제노버스 2            | 2016 | 딤프스             | 반다이 남코   | 멀티 플랫폼 | 1,000만           | 아레나    | [ 203 ]         |
| 9    | 스트리트 파이터 IV             | 2009 | 캡콤               | 캡콤          | 멀티 플랫폼 | 1,000만           | 2D        | [ 204 ]         |

## 같이 보기
- M.U.G.E.N